# Ingo Kolboom

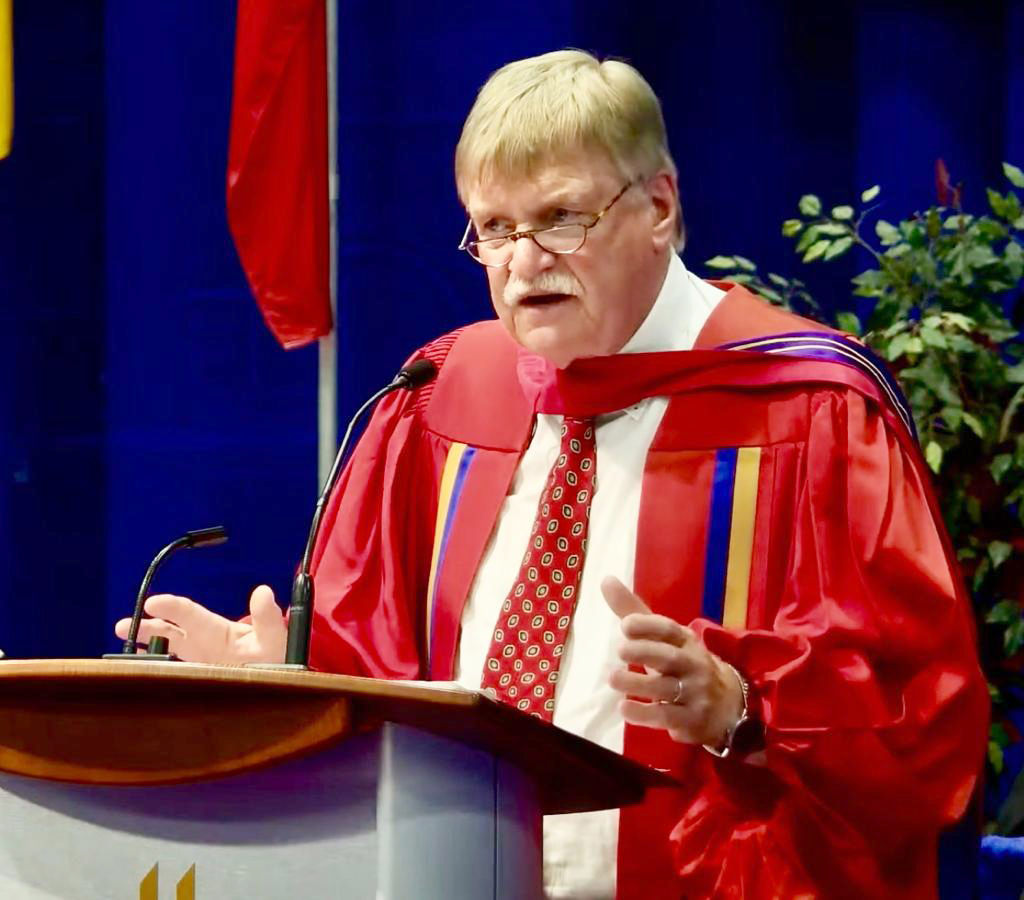
Ingo Kolboom bei seiner Ansprache nach Erhalt der Ehrendoktorwürde der Université de Moncton (Kanada, Neubraunschweig) im Mai 2022

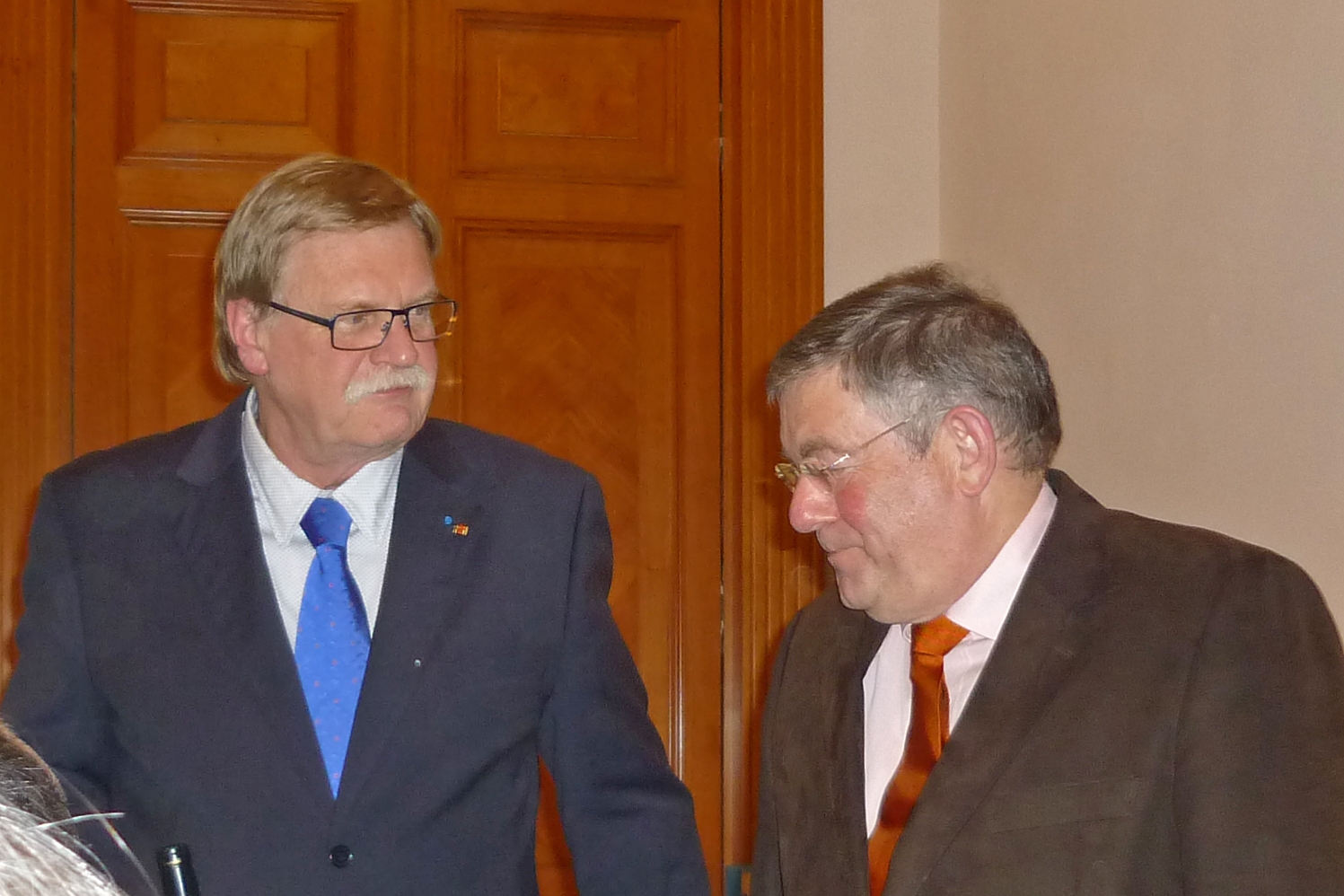
Ingo Kolboom (links), hier bei der Ehrung des Schriftstellers Manfred Flügge in Dresden

Ingo Kolboom (* 16. Februar 1947 in Hohenaspe) ist ein deutscher Politologe, Historiker und Romanist. Kolboom lehrte als Professor für Frankreichstudien und Frankophonie an der TU Dresden. Für seine Lebenswerk wurde er mehrfach ausgezeichnet.

## Leben
Ingo Kolboom entstammt einer alten sächsischen Theologenfamilie – seine Mutter stammt aus Dresden; sein Großvater war Pfarrer an der Michaeliskirche in Dresden-Bühlau. Sein Vater war Hauptschullehrer in Holstein. Kolboom interessierte sich schon als Jugendlicher besonders für Geschichte und Politik, bevor er sein Interesse für Frankreich entdeckte. Er wurde 1966 zum Wehrdienst bei der Bundeswehr eingezogen und 1968 als Offizier der Reserve wieder entlassen.
Von 1968 bis 1975 studierte Kolboom Romanistik, Geschichte, Politikwissenschaft und Germanistik an der Universität Saarbrücken, der Universität Paris I (Sorbonne), der TU Berlin und der FU Berlin. Seine Abschlüsse waren der Licence des lettres an der Sorbonne, das Staatsexamen für das Höhere Lehramt und die Promotion in Geschichte.
Von 1975 bis 1981 arbeitete er als wissenschaftlicher Assistent für Romanistik an der Technischen Universität Berlin sowie bis 1984 als Lehrbeauftragter für Politikwissenschaft der Freien Universität Berlin und der Universität Hamburg. Von 1983 bis 1994 war er Forschungsdirektor und Leiter der Arbeitsstelle Frankreich/deutsch-französische Beziehungen im Forschungsinstitut der Deutschen Gesellschaft für Auswärtige Politik (DGAP) in Bonn, wo er von 1984 bis 1994 auch als Koordinator eines Ständigen Gesprächskreises Frankreich – deutsch-französische Beziehungen wirkte. Im Trimester 1992/1993 war er Gastprofessor für deutsch-französische Geschichte und Deutschlandstudien an der Universität Montreal in Québec, Kanada.
Von 1994 bis zum 31. März 2012 war Kolboom Professor für Frankreichstudien und Frankophonie an der TU Dresden, wo er gleichzeitig auch das Amt des Direktors im Centrum für interdisziplinäre franko-kanadische und franko-amerikanische Forschungen Québec – Sachsen (CIFRAQS) ausübte. Kolboom war von 1994 bis 1997 Studiendekan der Fakultät Sprach- und Literaturwissenschaften und in den Jahren 1995 bis 1997 und 2001 bis 2003 geschäftsführender Direktor des Instituts für Romanistik der TU Dresden. Ab 1997 war er Mitglied im Konzil der TU Dresden. Seit 1999/2000 ist er assoziierter Professor am Historischen Institut der Universität Montreal.
Kolboom verfasste Beiträge zur französischen Sozial- und Zeitgeschichte, Politik und Kultur, zu den deutsch-französischen Beziehungen, zur europäischen Sicherheitspolitik, zur kanadischen und quebecer Politik, zur Geschichte, Kultur und Literatur und zur internationalen Frankophonie.
Kolboom lebt in Dresden und ist verheiratet.

## Weitere Funktionen und Ämter
Ingo Kolboom ist seit 1995 Mitglied des 1988 ins Leben gerufenen Deutsch-Französischen Kulturrats, dem zehn deutsche und zehn französische Vertreter angehören. Er hat sich dabei in besonderer Weise der Belange der neuen Bundesländer in diesem Gremium angenommen und setzt sich für einen weiteren Ausbau des Französischunterrichts in den neuen Ländern ein. Zuletzt organisierte er eine Kampagne zum besseren Empfang des französischsprachigen Fernsehkanals TV5 Monde im ostdeutschen Kabelnetz.
Überdies engagiert(e) sich Kolboom noch in zahlreichen Institutionen:
- Seit 1985: Vorstand des Comité d’Etudes des Relations Franco-Allemandes (CERFA) am Institut Français des Relations Internationales (IFRI) in Paris
- Seit 1992: Wissenschaftlicher Beirat der Deutsch-Französischen Vereinigung für Wissenschaft und Technologie (DFVWT/AFAST)
- 1994 bis 2005: Mitglied der Deutschen Gesellschaft für Auswärtige Politik
- Seit 1994: Mitglied im Comité de Patronage der Fondation Károlyi (Budapest/Paris)
- Seit 1994: Mitglied im Kuratorium des Komitees zur Förderung des Deutsch-Französischen Freundschaftsvertrages
- 1996 bis 2000: Stv. Mitglied des Deutsch-Französischen Hochschulkollegs in Mainz
- Seit 1995: Mitglied in der New York Academy of Sciences
- Seit 1998: Mitglied des Internationalen Wissenschaftlichen Beirats von Recherches Sociographiques der Universität Laval (Québec)
- Seit 1998: Verwaltungsratsmitglied der Association internationale des Etudes québécoises (AIEQ)
- 1999 bis 2004: Präsident dieser Gesellschaft
- Seit 1998: Wissenschaftlicher Beirat des Forum franco-allemand
- Seit 1999: Wissenschaftlicher Beirat der Fédération des Maisons franco-allemandes en France
- Seit 2001: Mitglied des Internationalen Wissenschaftlichen Beirats von Globe. Revue internationale d’études québéoises
- Seit 2001: Mitglied des Wissenschaftlichen Beirates der Internationalen Konferenz „Francophonie en Amérique“
- 2006–2019: Präsident der Sächsisch-Bretonischen Gesellschaft
- 1999–2012 Assoziierter Professor am Institut für Geschichte der Université de Montréal, UQAM
- Seit 2012 Assoziierter Forscher an der Chaire de recherche du Canada en études québécoises et canadiennes (CRÉQC), Université de Montréal

## Auszeichnungen (Auswahl)
- 1988: Straßburg-Preis für Beiträge zur deutsch-französischen Verständigung / Prix Strasbourg (verliehen von der Alfred Toepfer Stiftung F. V. S. und der Universität Straßburg für das Buch La Revanche des Patrons)
- 1990: Prix France-Allemagne (für wissenschaftlich-kulturelle Verdienste um die deutsch-französischen Beziehungen)
- 1992: Ritter des französischen Ordre national du Mérite
- 1995: Deutsch-Französischer Journalistenpreis, Kategorie: Printmedien des Deutschen Journalistenverbands
- 2000: Prix franco-allemand du 22 janvier (für wissenschaftlich-kulturelle Verdienste um die deutsch-französischen Beziehungen)
- 2004: Ehrendoktorwürde der Université du Québec in Montréal (Würdigung der Verdienste zur Québec-Forschung)
- 2004: Offizier des Ordre des Palmes Académiques (verliehen durch den französischen Minister für Nationale Erziehung, Forschung und Technologie für die Verdienste um Universität, Wissenschaft und Erziehung)
- 2005: Ritterwürde des Nationalen Verdienstordens von Québec (Kolboom erhielt als erster deutscher Wissenschaftler diese Auszeichnung, die durch Ministerpräsident Jean Charest für seine außerordentliche Verdienste um die Kultur Québecs, seine Québec-Studien und seine weltweiten frankophonen Studien verliehen wurde.)
- 2009: Offizier des französischen Ordre national du Mérite
- 2010: Ordre des francophones d’Amérique[1]
- 2012: Verdienstkreuz 1. Klasse in Würdigung seines Engagements für die deutsch-französischen Beziehungen[2]
- 2021: Ehrendoktorwürde, verliehen vom Akademischen Senat der kanadischen Universität von Moncton (Neubraunschweig)[3]

## Schriften

### Monographien
- Romanistik als Passion oder als Passionsweg? in Klaus-Dieter Ertler (Hrsg.): Romanistik als Passion – Sternstunden der neueren Fachgeschichte, Wien, LIT Verlag, 2020, S. 175–258
- Die Akadier – Frankreichs vergessene Kinder. Der lange Weg zu einer Nation ohne Grenzen. Teilmonographie in: Ingo Kolboom & Roberto Mann: Akadien: ein französischer Traum in Amerika. Vier Jahrhunderte Geschichte und Literatur der Akadier. Synchron Wissenschaftsverlag der Autoren/Synchron Publishers, Heidelberg 2005
- Pièces d’identité. Signets d’une décennie allemande 1989 – 2000. Presses de l’Université de Montréal, Montréal 2001 (Coll. Champ libre)
- Die Ära Mitterrand 1981–1995. Versuch einer Bilanz. Forum Politicum Jenense 2, Jena 1997
- Vom geteilten zum vereinten Deutschland. Deutschland-Bilder in Frankreich. Europa Union, Bonn 1991 in Arbeitspapiere zur Internationalen Politik 61, ISBN 3-7713-0394-X
- La Revanche des Patrons: Le patronat français face au Front populaire. Flammarion, Paris 1986, ISBN 2-08-064912-4 (In Franz., Vorwort Henri Weber)
- Das Problem der Franzosen mit der deutschen Identität. Frankreich und die deutsche Frage in Geschichte und Gegenwart. FU Berlin, Fachbereich Politische Wissenschaft, Occasional Papers 12, 1985
- Frankreichs Unternehmer in der Periode der Volksfront 1936–1937. 2 Bände. Reihe: Collection Romanistik, 28. Schäuble, Rheinfelden 1983

### Herausgeberschaften
- mit Vivian Fischer: „Ma France“. Dresdner Studenten schreiben über Frankreich. Hille, Dresden 2013
- mit Alain-G. Gagnon und Boris Vormann: Québec. Staat und Gesellschaft. Synchron Wissenschaftsverlag der Autoren/Synchron Publishers, Heidelberg 2011
- Victor Armony: Leben in Québec. Soziokulturelle Betrachtungen eines Zugewanderten. Synchron Wissenschaftsverlag der Autoren/Synchron Publishers, Heidelberg 2010
- Sara Thomas: Frankophonie im Hohen Norden Kanadas: Yukon, Nordwest-Territorien, Nunavut. Synchron Wissenschaftsverlag der Autoren/Synchron Publishers, Heidelberg 2009
- mit Thomas Kotschi und Edward Reichel: Handbuch Französisch. Sprache, Literatur, Kultur, Gesellschaft. Für Studium, Lehre, Praxis. 2. erw. und aktual. Ausgabe. Erich Schmidt, Berlin 2008
- mit Andreas Ruppert: Zeit-Geschichten aus Deutschland, Frankreich, Europa und der Welt. Lothar Albertin zu Ehren. Jacobs Verlag, Lage 2007.
- mit Roberto Mann: Akadien: ein französischer Traum in Amerika. Vier Jahrhunderte Geschichte und Literatur der Akadier. Synchron Wissenschaftsverlag der Autoren/Synchron Publishers, Heidelberg 2005
- Manuel Feifel: Regionen als „Global Players“. Das Beispiel der interregionalen Kooperation Bayern-Québec. Synchron Wissenschaftsverlag der Autoren/Synchron Publishers, Heidelberg 2003 (Vorwort Ingo Kolboom, mit CD-ROM)
- mit Sabine A. Grzonka: Gedächtnisorte im anderen Amerika. Tradition und Moderne in Québec. Lieux de mémoire dans l’autre Amérique. Tradition et modernité au Québec. Synchron Publishers/Wissenschaftsverlag der Autoren, Heidelberg 2002
- Hans-Jürgen Greif, François Ouellet Hgg.: Literatur in Québec. Eine Anthologie. Littérature québecoise. Une anthologie. 1960 – 2000. Synchron Wissenschaftsverlag der Autoren / Synchron Publishers, Heidelberg 2000 (Vorwort Ingo Kolboom)
- XIV. Deutsch-Französische Konferenz. Deutschland und Frankreich in Europa / XIVe Conférence franco-allemande. La France et l’Allemagne dans l’Europe nouvelle. Berliner Reichstag, 28.–30. Mai 1990. Arbeitspapiere zur Internationalen Politik 59, Europa-Union, Bonn 1991
- XIII. Deutsch-Französische Konferenz / XIIIe Conférence Franco-Allemande: Europäische Selbstbehauptung? / L’enjeu européen. Hambourg, 3. – 5. Juni 1987. Arbeitspapiere zur Internationalen Politik 46, Europa Union, Bonn 1987
- XII. Deutsch-Französische Konferenz / XIIe Conférence Franco-Allemande: Der Beitrag der Bundesrepublik Deutschland und Frankreichs zur Entwicklung der Europäischen Union / La contribution de l’Allemagne et de la France au développement de l’Union européenne. Bonn-Bad Godesberg 28. – 30. November 1984. Arbeitspapiere zur Internationalen Politik 35, Europa Union, Bonn 1985 (2. Auflage 1988)
- Die Vermessung der Nouvelle-France – Historische Land- und Seekarten von Kanada aus dem 17. und 18. Jahrhundert in der Kurfürstlichen Bibliothek zu Dresden. (gefördert von der Technischen Universität Dresden, Layout, Satz und Druck von Ministère des Relations internationales, Gouvernement du Québec, Gesellschaft für Kanada-Studien (Verlagsinformation))

### Sonstiges
- mit Hans Stark: Frankreich in der Welt. Weltpolitik zwischen Wirklichkeit und Anspruch, in Adolf Kimmel, Henrik Uterwedde Hgg.: Länderbericht Frankreich. BpB, 3. Aufl. Bonn 2012 ISBN 9783838902647
- „Et maintenant, que vais je faire avec ma blessure?“ Essai sur la résilience acadienne. Grenzgänge. Beiträge zu einer modernen Romanistik, 15. Jg. 2008, H. 30 ISSN 0944-8594[4]